# Oscar Urbina Ortega
Oscar Urbina Ortega (Arboledas, 13 de abril de 1947) é prelado colombiano da Igreja Católica Romana. É arcebispo emérito de Villavicencio, tendo servido anteriormente como bispo-auxiliar da Arquidiocese de Bogotá (1996-1999) e como bispo da Diocese de Cúcuta (1999-2007).

## Biografia
Urbina nasceu em Arboledas, no norte do departamento de Santander, território da Arquidiocese de Nueva Pamplona, filho de Juan de Dios Urbina Ortega e Josefa Ortega Arias. Cursou o primário na escola Pedro José Ortiz e o ginásio no seminário menor dos padres redentoristas em Servitá, Santander. Em 1960, transferiu-se para Manizales e fez o noviciado em Buga. Estudou filosofia no Seminário Redentorista de Bogotá.
Ingressou na Universidade La Salle e terminou os estudos de catequese em 1968. Cursou teologia na Universidade São Boaventura e no Seminário Maior de Bogotá. Foi ordenado presbítero em 30 de novembro de 1973 por imposição das mãos do cardeal Aníbal Muñoz Duque, arcebispo de Bogotá, e foi incardinado à mesma. Cinco anos depois, foi enviado a Roma para obter licenciatura e doutorado em filosofia como aluno do Pontifício Colégio Pio Latino-americano e da Pontifícia Universidade Gregoriana.
Retornou para a Colômbia em 1982 como membro da equipe de diretores do Seminário Maior Arquidiocesano São José de Bogotá. Foi reitor do dito seminário entre 1986 e 1994. Durante a visita do Papa João Paulo II à Colômbia, em 1986, Pe. Urbina participou das missas papais.
Em 8 de março de 1996, foi nomeado bispo titular de Forconio e auxiliar da Arquidiocese de Bogotá. Recebeu a sagração episcopal no dia de seu aniversário natalício, das mãos do arcebispo Pedro Rubiano Sáenz, arcebispo de Bogotá, com os arcebispos Paolo Romeo, então núncio apostólico na Colômbia, e Tarcisio Bertone, SDB, secretário da Congregação para a Doutrina da Fé, como co-consagrantes.
Em 9 de novembro de 1999, foi nomeado sexto bispo da Diocese de Cúcuta, na província de Nueva Pamplona. A diocese encontrava-se vacante havia oito meses desde a transferência de Rubén Salazar Gómez para a Arquidiocese de Barranquilla. Urbina tomou posse no mês seguinte à sua nomeação. Durante seu governo, promoveu a Nova Evangelização e organizou, junto a outras instituições, programas de auxílio humanitário e alimentar. Além disso, com a ajuda da Secretaria Municipal de Educação, conseguiu manter mais de 250 jovens no seminário menor, orientando-os no serviço à comunidade. Assim mesmo, criou a emissora Vox Dei e, durante seu ministério à frente da Diocese de Cúcuta, ordenou 27 presbíteros e criou 22 novas paróquias.
O Papa Bento XVI nomeou-o terceiro arcebispo e sexto ordinário da Arquidiocese de Villavicencio em 30 de novembro de 2007. Sucedeu a José Octavio Ruiz Arenas e tomou posse em 26 de janeiro de 2008.
Participou, como delegado da Conferência Episcopal da Colômbia (CEC), da Quinta Conferência Geral do Episcopado Latino-Americano e do Caribe, celebrada em Aparecida, Brasil, em 2007, e da 14ª Assembleia Geral Ordinária do Sínodo dos Bispos, sobre a vocação e a missão da família na Igreja e no mundo contemporâneo, em outubro de 2015.
Também foi presidente da Comissão Episcopal de Pastoral para a Evangelização da Cultura e da Educação da CEC, da Comissão de Cultura do Conselho Episcopal Latino-Americano (CELAM), do Comitê Cívico de Villavicencio e da Comissão Episcopal do Pontifício Colégio Latino-Americano. É igualmente membro da Pontifícia Fundação para o Progresso dos Povos (Populorum Progressio).
Durante o triênio de 2014-2017, foi vice-presidente da Conferência Episcopal da Colômbia. Em 5 de julho de 2017, na 103º Assembleia Geral do Episcopado da Colômbia, foi eleito presidente da CEC para o período de 2017-2020, sucedendo a Luis Augusto Castro Quiroga, IMC.